# Cryptoblepharus juno
Cryptoblepharus juno (змієокий сцинк Юнони) — вид сцинкоподібних ящірок родини сцинкових (Scincidae). Ендемік Австралії.

## Поширення і екологія
Змієокі сцинки Юнони мешкають на півночі Західної Австралії та на північному заході Північної Території, від півдня Кімберлі через гори Бангл-Бангл до Артезіанських гір. Вони живуть серед кам'янистих пагорбів, в ущелинах і тріщинах серед скель.